# Auguste Giroux
Pour les articles homonymes, voir Giroux.
Auguste Giroux est un joueur français de rugby à XV, né le 29 juillet 1874 à Châteauneuf-sur-Loire et mort le 9 août 1953 à Portel-des-Corbières, de 1,68 m pour 65 kg, ayant occupé les postes de trois-quarts centre en sélection nationale et au Stade français (ou ailier aussi dans son club). 

## Biographie
Auguste Giroux devient médecin après avoir soutenu une thèse à la faculté de Paris sur « Le purpura et les maladies infectieuses ». Il exerce à partir de 1913 et jusqu’en 1931 à Joinville-le-Pont où il s’implique dans de nombreuses activités sociales, comme la mutuelle des sapeurs-pompiers, la Société d’allaitement maternel ou la Société des mutilés de guerre. À partir de 1932, il exploite une maison de convalescence pour enfants de moins de 15 ans, la villa Bernard, à Barbizon. Il y accueille des personnalités, comme l’industriel André Citroën, le poète Jean Cocteau, l’écrivain Jean Giraudoux, le fondateur des Ballets russes Diaghilev, la créatrice de mode Coco Chanel ou le prince Constantin Andronikof. En matière politique, il est membre du mouvement royaliste Action française en 1920.
Pratiquant le rugby au lycée Henri-IV, où il était scolarisé, en 1892 Auguste Giroux remporte, en 1894 le championnat interscolaire contre l’équipe du lycée Condorcet, autre établissement parisien. 
Il est ensuite membre de l’équipe du Stade français, avec laquelle il remporte à six reprises le championnat de France. Un ancien joueur de l’équipe de son lycée assure que Giroux était « le modèle des trois-quarts » tandis qu’un autre quotidien sportif le qualifie de « joueur de classe. »
Lors des Jeux olympiques de 1900 à Paris, Auguste Giroux fait partie de l’équipe de France qui joue le dernier match du tournoi le 28 octobre au stade Vélodrome de Vincennes devant l’Angleterre. Elle remporte la rencontre par 27 points contre 8 et gagne la médaille d'or.

## Palmarès
- Champion olympique en 1900
- Champion de France à 6 reprises, en 1893, 1894 (ne joue pas la finale), 1895, 1897, 1898 et 1901
- Vice-champion de France en 1896 (ne joue pas la finale) et 1899